# Tadeusz Schmidt

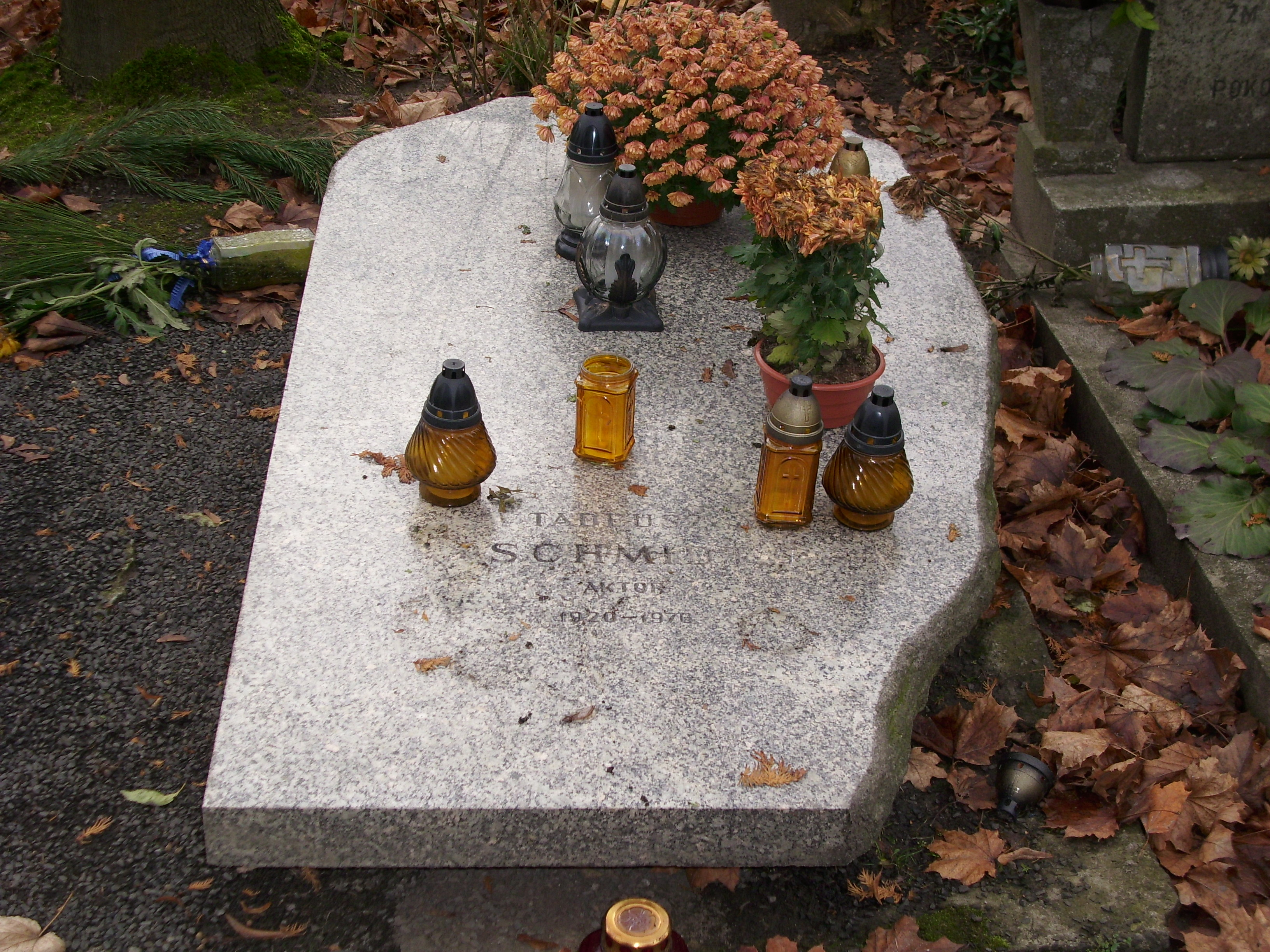
Grób Tadeusza Schmidta na cmentarzu komunalnym na Dołach w Łodzi

Tadeusz Schmidt (ur. 14 listopada 1920 w Krakowie, zm. 10 maja 1976 w Łodzi) – polski aktor i reżyser.

## Życiorys
Urodził się w rodzinie Władysława i Michaliny Schmidtów. Przed II wojną światową statystował w teatrze i filmie Testament profesora Wilczura.
Podczas okupacji niemieckiej pracował jako robotnik w drukarni.
W 1946 ukończył Studio Dramatyczne przy Starym Teatrze w Krakowie. W 1947 zdał egzamin eksternistyczny ZASP dla aktorów dramatu.
Występował na deskach teatrów niemalże całej Polski, m.in. w Krakowie, Łodzi, Wrocławiu, Gdańsku, Bydgoszczy i Częstochowie. Zagrał m.in. Janka Szarlińskiego w Przygodzie na Mariensztacie, dyrektora stadniny Klimczaka w Karino, pana Snitkę w Panu Wołodyjowskim. Występował także w spektaklach Teatru Telewizji i słuchowiskach Teatru Polskiego Radia.
Był mężem aktorki Ewy Szumańskiej, ojcem Jacka Schmidta (ur. 1955), reżysera filmów dokumentalnych.
Zmarł w 1976 w Łodzi na zawał serca prowadząc samochód. Został pochowany na cmentarzu komunalnym na Dołach w Łodzi, (kwatera XI-9-5).

## Teatr
- Teatr Powszechny im. Żołnierza Polskiego w Krakowie (1945–1946)
- Teatr Kameralny TUR w Krakowie (1946–1947)
- Teatr Kameralny Domu Żołnierza w Łodzi (1947–1948)
- Teatr Dramatyczny we Wrocławiu (1948–1954)
- Teatr Wybrzeże (1954–1956)
- Teatr 7.15 w Łodzi (1956–1961)
- Teatr Polski w Bydgoszczy (1961–1963)
- Teatr im. Adama Mickiewicza w Częstochowie (1963–1966)
- Teatr im. Stanisława Wyspiańskiego w Katowicach (1966–1967)
- Teatr Nowy w Łodzi (od 1967 do śmierci)

## Filmografia
- 1947: Ostatni etap – oficer Gestapo mówiący po francusku do Michele
- 1949: Czarci żleb – Jasiek Gazdoń
- 1953: Żołnierz zwycięstwa – mjr Bronisław Bień
- 1953: Przygoda na Mariensztacie – Janek Szarliński
- 1953: Pościg – szef powiatowego UB
- 1955: Podhale w ogniu – zbójnik Sawka
- 1955: Irena do domu! – sąsiad Krysi
- 1957: Skarb kapitana Martensa – Paweł Czernik
- 1958: Cerny prapor – Tadeusz
- 1959: Cafe pod Minogą – Witek, dowódca akcji rekwirującej karawan
- 1960: Krzyżacy – Jan Żiżka
- 1961: Świadectwo urodzenia – żandarm (cz. 2)
- 1961: Komedianty – lekarz z Nowego Sącza
- 1962: O dwóch takich, co ukradli księżyc – Zbójca Krwawa Kiszka
- 1964: Pięciu – oficer niemiecki
- 1964: Giuseppe w Warszawie – dowódca oddziału partyzanckiego
- 1964: Barwy walki – porucznik Kołacz
- 1965: Potem nastąpi cisza – generał
- 1965: Jutro Meksyk – Godlewski, kierownik ośrodka sportowego
- 1966: Powrót na ziemię – mężczyzna rozprawiający się z kapusiem
- 1966: Chudy i inni – brygadier
- 1967: Westerplatte – chorąży Jan Gryczman
- 1967: Morderca zostawia ślad – porucznik Lotar
- 1968: Stawka większa niż życie – major Horst (odc. 3 i 9)
- 1968: Ostatni po Bogu – kapitan Adam Hulewicz
- 1969: W każdą pogodę – kierowca
- 1969: Tylko umarły odpowie – strażnik Broniak
- 1969: Przygody pana Michała – Snitko
- 1969: Pan Wołodyjowski – Snitko
- 1970: Romantyczni – leśniczy
- 1970: Prawdzie w oczy – Mikołajczak
- 1970: Pierścień księżnej Anny – rycerz Powała
- 1970: Wyzwolenie – Zygmunt Berling (odc. 3)
- 1970: Legenda – wuj Julki, partyzant
- 1970: Album polski – Jan
- 1970: Akcja Brutus – kapitan Jaruga
- 1971: Gwiazda Wytrwałości – major, dowódca pułku
- 1971: Bolesław Śmiały – rajca Damrot
- 1972: Palec Boży
- 1972: Motyle – kierowca ciężarówki
- 1972: Gruby – Stefan Łazanek, ojciec Grubego
- 1973: Śledztwo – komendant posterunku w Sherwood
- 1973: Sanatorium pod Klepsydrą – oficer
- 1973: Hubal – Bania, członek oddziału Hubala
- 1974: Potop – Oskierko
- 1974: Najważniejszy dzień życia – Wojtasik, przewodniczący rady narodowej (odc. 6)
- 1974: Karino – Klimczak, dyrektor stadniny
- 1976: Zagrożenie – prokurator, oskarżyciel Gertrudy Steiner
- 1976: Karino – Klimczak, dyrektor stadniny
- 1976: Żołnierze wolności – Zygmunt Berling (cz. 2)

## Dubbing
- 1969: Tamań – komendant twierdzy

## Ordery i odznaczenia
- Złoty Krzyż Zasługi (1969)

## Nagrody
- Państwowa Nagroda Artystyczna III stopnia w dziale kinematografii za kreację aktorską bohatera filmu Czarci Żleb (1950)[4]